# Suriauville
Suriauville é uma comuna francesa na região administrativa de Grande Leste, no departamento de Vosges. Estende-se por uma área de 13,44 km². Em 2010 a comuna tinha 215 habitantes (densidade: 16 hab./km²).